# Cecilia Contu
Cecilia Contu (Codrongianos, 17 gennaio 1936 – Cagliari, 22 dicembre 2022) è stata una politica italiana, già presidente della Provincia di Cagliari.

## Biografia
Militante sardista e segretaria nazionale del Partito Sardo d'Azione dal 1994 al 1995, assessore provinciale all'Ambiente dal 1985 al 1990, è stata la prima donna Presidente della Provincia di Cagliari dal 1992 al 1995. 
È la figlia di Anselmo Contu, primo presidente del consiglio regionale e storico sardista. 